# La Tête au carré
Ne doit pas être confondu avec La Terre au carré.
Pour la sculpture habitable de Sacha Sosno, voir Tête Carrée.
La Tête au carré est une émission de radio française de vulgarisation scientifique présentée et produite par Mathieu Vidard. Elle est diffusée sur France Inter à partir du 4 septembre 2006 du lundi au vendredi de 14 h à 15 h, et cesse sa diffusion le 28 juin 2019. À travers des chroniques et l'interview des scientifiques invités, elle aborde autant les sciences, technologie, ingénierie et mathématiques (STIM), que la science du vivant et les sciences humaines et sociales.
L'émission, qui fête ses dix ans en 2016, est écoutée par 780 000 auditeurs chaque jour, et est téléchargée 1,47 million de fois par mois. La dernière émission est diffusée en juin 2019, laissant la place dans la grille de rentrée de France Inter à une autre émission présentée par Mathieu Vidard, La Terre au carré.

## Description
« Éclectisme, vulgarisation et pédagogie : La Tête au carré est le magazine de l'actualité de toutes les sciences. Sciences dures, du vivant ou humaines, Mathieu Vidard et son équipe s'intéressent à toutes les observations et les expérimentations du monde par le biais des sciences. De l'effet placebo à l'anthropologie de la pizza, de la philosophie aux origines du langage, de la vie des microbes aux origines de l'homme et de l'univers... Mathieu Vidard reçoit les grands scientifiques qui racontent avec passion et clarté l'actualité des sciences au quotidien,. »

L'émission est découpée en deux parties : la première est consacrée à l'actualité scientifique avec une interview sur un sujet chaud et des brèves, la seconde traite en profondeur du dossier du jour en compagnie des invités. Parfois, une troisième partie est ajoutée à la fin de l'émission avec le billet d'un chroniqueur. Le vendredi, l'émission prend la forme d'un club qui mélange les disciplines et les invités.
Près de 2 200 émissions ont été diffusées lors des dix premières années.

## Historique
À l'été 2006, Frédéric Schlesinger et Bernard Chérèze, respectivement directeur et directeur des programmes de France Inter, proposent à Mathieu Vidard la présentation d'une émission scientifique. L'animateur, enthousiaste, accepte et La Tête au carré voit le jour à la rentrée en septembre 2006. Vu son propre niveau en science, Mathieu Vidard n'oublie pas de faire une émission compréhensible par les auditeurs néophytes,,. La première émission, intitulée « Sciences pour tous », est diffusée le lundi 4 septembre 2006 et parle de la vulgarisation scientifique et de la place des scientifiques dans la diffusion de la science avec Daniel Raichvarg, professeur à l'université de Bourgogne.
En mars 2008, un ouvrage rassemblant une sélection d'entretiens récents menés dans l'émission est publié sous le titre Abécédaire scientifique pour les curieux - Les Têtes au carré aux éditions Sciences humaines en coédition avec France Inter. Un deuxième tome est publié l'année suivante,. Les deux ouvrages paraissent également au Québec aux éditions MultiMondes dans une version préfacée par l'animateur canadien d'émissions scientifiques Yanick Villedieu,. Le premier tome se vend à plus de 8 000 exemplaires en France et au Canada.
En mars 2011, l'émission et son animateur reçoivent le Prix Jean-Perrin 2010, attribué par la Société française de physique pour récompenser les efforts de popularisation de la science.
Durant la saison 2013/2014, l'émission se clôture par un quart d'heure intitulé #laTAC animé par des journalistes tenant des chroniques sur l'actualité scientifique, plus ou moins insolites.
En mars 2014, l'émission lance un blog, intitulé Blog² (Blog au carré), dans lequel les membres de l'équipe peuvent publier des billets sur la science ou les coulisses de l'émission.
Le 29 août 2016, La Tête au carré fête ses dix ans avec une émission spéciale anniversaire. Elle diffuse des moments qui ont marqué l'émission en compagnie du généticien Axel Kahn. À cette occasion, Mathieu Vidard publie en octobre 2016 Le Carnet scientifique aux éditions Grasset avec France Inter. Ce livre rassemble des articles de longueurs diverses, des dessins et des schémas sur tous les sciences. De plus, la maison d'édition Marabout sort une boîte de jeu contenant 500 questions pour tester ses connaissances scientifiques en famille.
Le 9 novembre 2016, l'émission fête de nouveau son anniversaire lors d'une soirée exceptionnelle avec les plus grands scientifiques français réalisée en public depuis le studio 104 de la maison de la Radio. L'émission est diffusée à la radio le mercredi 30 novembre 2016 de 20 h à 22 h. L'émission est découpée en différents tableaux thématiques qui accueillent chacun divers invités :
- Ciel et espace : la spationaute Claudie Haigneré, les astrophysiciens Françoise Combes, Anne-Marie Lagrange, Hubert Reeves et Jean-Pierre Bibring, le physicien Thibault Damour, le philosophe des sciences Étienne Klein et l'astronome Didier Queloz ;
- Les Français récompensés par de grands prix : la biologiste Anne Dejean-Assémat, les physiciens Albert Fert et Serge Haroche, le mathématicien Cédric Villani, le climatologue Jean Jouzel, l'ingénieur Rachid Yazami et l'informaticien Gérard Berry ;
- Lanceurs d'alerte : le médecin Irène Frachon, la biologiste Barbara Demeneix, le primatologue Sabrina Krief, le chercheur Pierre Meneton et les directrices d'association Claire Nouvian (BLOOM) et Brigitte Gauthière (L214) ;
- Biologie et cerveau : les biologistes Pascale Cossart, Alain Fischer et Miroslav Radman, le généticien Axel Kahn, le neuroscientifique Stanislas Dehaene, les neurologues Hervé Chneiweiss et Lionel Naccache, et l'explorateur Michel Siffre ;
- Génération passeurs de sciences : les journalistes Allain Bougrain-Dubourg, Michel Chevalet et François de Closets, l'auteure Florence Porcel, le médecin Dominique Dupagne et le vidéaste Bruce Benamran ;
- L'Homme d'hier, d'aujourd'hui et de demain : la sociologue Irène Théry, la biologiste Évelyne Heyer, l'anthropologue Philippe Descola, les paléoanthropologues Yves Coppens, Michel Brunet et Jean-Jacques Hublin, le psychologue Tobie Nathan, le linguiste Alain Rey et l'obstétricien René Frydman.

La dernière émission de La Tête au carré est diffusée le vendredi 28 juin 2019 de 14 h à 15 h. Elle laisse la place dans la grille de rentrée 2019 de France Inter à une autre émission présentée par Mathieu Vidard, La Terre au carré, diffusée à partir du 26 août 2019 de 13 h 30 à 14 h 30.

## Équipe de l'émission

### Animateur et chroniqueurs
- Mathieu Vidard : présentateur et producteur
- Axel Villard-Faure : La Une de la science, tous les jours le journaliste parle d'un sujet de l'actualité scientifique (depuis 2013)[20]
- Dr Dominique Dupagne : Santé polémique, toutes les semaines le médecin généraliste aborde des sujets de santé (depuis 2011)[21]
- Pierre Barthélémy : Sciences improbables[22]
- Sébastien Bohler : journaliste à Cerveau&Psycho (2008-2009/2013-2014)[23]
- Florence Porcel : journaliste web (2013-2014)[24]
- Cécile Bonneau : journaliste à Science et Vie (2013-2014)[25]
- Journalistes de la rédaction de France Inter

### Équipe de production
- Stéphanie Texier : réalisatrice (depuis 2015)[26]
- Violaine Ballet : réalisatrice (2006-2015)[27]
- Lucie Sarfaty : chargée de programme (2006-2012 / depuis 2014)[28]
- Chantal Le Montagner : attachée de production (2006-2014 / depuis 2016)[29]
- Anne-Cécile Perrin : attachée de production (2006-2015)[30]
- François Mercier : attaché de production (2014-2016)[31]
- Emmanuelle Fournier : attachée de production (2015-2016)[32]
- Jean-Michel Montu :  programmateur musical
- Thierry Dupin : programmateur musical

## Audiences
En 2011, l'émission réunit chaque jour près de 600 000 auditeurs.
En 2016, l'émission est écoutée par 780 000 auditeurs chaque jour, et est téléchargée 1,47 million de fois par mois.

## Ouvrages associés
- Mathieu Vidard, Abécédaire scientifique pour les curieux : Les Têtes au carré, Auxerre/Paris, Sciences humaines/France Inter, 2008, 247 p. (ISBN 978-2-912601-62-9, BNF 41261335).
- Mathieu Vidard, Abécédaire scientifique pour les curieux : Les Têtes au carré - Saison 2, Auxerre/Paris, Sciences humaines/France Inter, 2009, 283 p. (ISBN 978-2-912601-81-0, BNF 41463708).
- Mathieu Vidard, Le Carnet scientifique : astronomique, zoologique, psychologique,chimique, biologique, mathématique, climatique, anatomique, ethnologique, physiologique, linguistique, physique, anthropologique, géologique, météorologique, Paris, éditions Grasset/France Inter, 2016, 240 p. (ISBN 978-2-246-86229-1, BNF 45142754).